# Katrine Axlev
Katrine Axlev (født 1982) er en dansk teaterinstruktør og skuespiller.
Katrine Axlev er kunstnerisk leder af Teater LabCats og har lavet forestillingen "Det Periodiske System- En Beskidt Affære" i 2009. Har desuden instrueret flere forestillinger i Italien for Teater C.I.C.A., og lavet en forestilling om Demens for Brunel University i London. Katrine arbejder med at skabe helt nye forestillinger via devising og tager ofte sin inspiration fra videnskaben. Desuden arbejder hun meget med at fysisk formsprog og inddrager ofte elementer fra Commedia dell'arte og storytelling.
Katrine Axlev er uddannet instruktør og skuespiller på London International School of Performing Arts (LISPA) i London og hos Antonio Fava i Italien. Desuden har hun en Cand. mag i teatervidenskab fra Københavns Universitet og Torino Universitet.